# Wilko Zicht
Wilko Zicht (né le 17 mars 1976 à Wildeshausen) est un homme politique allemand (Alliance 90 / Les Verts) et ancien député du Bürgerschaft de Brême.

## Biographie
Zicht étudie au lycée de Wildeshausen. Diplômé du lycée, il étudie le droit à l'Université d'Osnabrück et à l'Université de Brême, mais abandonne ses études. Depuis 2002, il est commis commercial dans une grande entreprise de télécommunications. Il vit à Brême-Hastedt.

## Politique
Wilko Zicht est membre des Verts et est membre de la députation municipale pour l'éducation de 2011 à 2016.
En 2011, Zicht se présente sans succès aux élections régionales de Brême. Lors des élections générales de 2015, il est élu député du Bürgerschaft et sert de porte-parole de son groupe parlementaire pour la politique intérieure et la politique en matière de drogue. En juin 2016, le parquet demande la levée de son immunité dans le cadre d'une enquête pour violation de la loi sur les stupéfiants. Après que le Bürgerschaft a accédé à cette demande, Zicht démissionne de ses fonctions de porte-parole. La procédure est abandonnée peu de temps après en raison d'un manque de suspicion. En septembre de la même année, l'immunité de Zicht est de nouveau levée et son domicile est fouillé. Il est accusé d'avoir commandé à vingt reprises des drogues synthétiques sur le Darknet en 2013 et 2014. Zicht admis ensuite qu'il a acquis des stupéfiants avant de devenir membre du Bürgerschaft et qu'il a démissionné de son mandat.